# Наседкина, Наталия Васильевна
Наталия Васильевна Наседкина (28 мая 1933 года, Москва, СССР — 5 апреля 2006, там же) — советский российский журналист, химик. Племянница русского поэта Сергея Есенина (1895—1925). Член редколлегии академического Полного собрания сочинений Сергея Есенина. Автор публикаций в периодической печати о Сергее Есенине. Кандидат химических наук.

## Семья
Бабушка и дедушка (со стороны матери): Александр Никитич Есенин, Татьяна Фёдоровна Есенина
Дяди и тёти (со стороны матери): Сергей Александрович Есенин; Ольга Александровна Есенина; Алексей Александрович Есенин, Александра Александровна Есенина
Родители: Василий Фёдорович Наседкин, Екатерина Александровна Есенина
Брат — Андрей

## Биография
Наталия родилась 28 мая 1933 года в Москве
В 1938 вместе с братом Андреем (1927—1964) остались без родителей: отца 15 марта расстреляли; мать арестовали.
Наташу вместе с Андреем отправили в разные детские дома г. Пензы. В ноябре мать выпустили из Бутырской тюрьмы и она забрала детишек в конце 1938 года. Уехать должны были в Рязань, куда сестру поэта отправили в ссылку, заменив по болезни заключение. Но жить с детьми было негде, поэтому из Пензы Наташу увезли в Константиново.
Наташа оказалась у бабушки — Татьяны Фёдоровны Есениной. По воспоминаниям Наташи, в 5 лет она ушла гулять, оказалась на пруду и провалилась под лёд. Её спасла тётя Капа, Капитолина Ивановна — дочь батюшки Иоанна, оказавшего выдающуюся роль на развитие личности юного Сергея Есенина.
С бабушкой Наташа прожила до 1945 года. В том же году у матери закончился срок ссылки и они переехали в Подмосковье. По воспоминаниям из детства Наталии: «Мне было 12 лет, когда по решению Л. П. Берия (и ходатайству П. И. Чагинa) маме, мне и моему старшему брату Андрею, разрешили вернуться из ссылки, где мы находились с 1938 года…П. И. Чагин помог маме устроиться на работу, но ненадолго. Мама заболела и получила инвалидность — вторую группу… Брат мой жил в общежитии».
Наташа окончила Сходненскую среднюю школу, с серебряной медалью.
Потом с отличием завершила учебу в Московской сельскохозяйственной академии имени А. К. Тимирязева, получив специальность по агрохимии и почвоведению. Прошла стажировку в МГУ им. Ломоносова на кафедре аналитической химии. Работала химиком в почвенной экспедиции на Северной Двине, в геологической партии в Забайкалье и почти 30 лет в Государственном научно-исследовательском и проектном институте редкометаллической промышленности «ГИРЕДМЕТ». Стала кандидатом химических наук.
С конца 1980-х годов начала печатать в газетах «Шанс» и «Литературная Россия», в журналах «Чудеса и приключения», «Журналист», «Слово» статьи и заметки о творчестве своего дяди. Принимала участие в подготовке полного собрания сочинений Сергея Есенина.
В 2001 году издательство «Советский писатель» выпустило книгу «В семье родной» Наталии Васильевны, по её признанию — «плод моих долгих раздумий о жизни семьи Есениных, начиная с XIX века и до наших дней».
Наталия Васильевна ушла из жизни 5 апреля 2006 года в Москве.
Похоронена в Москве, на Ваганьковском кладбище.